# مجلس الوزراء البحريني 2018
مجلس الوزراء البحريني 2018 أو الحكومة البحرينية العاشرة، تشكلت الحكومة يوم الثلاثاء 4 ديسمبر 2018 بموجب المرسوم الملكي رقم 61 لسنة 2018 الذي أصدره صاحب الجلالة الملك حمد بن عيسى آل خليفة ملك مملكة البحرين وذلك بعد استقالة الحكومة السابقة في يوم الأحد 2 ديسمبر 2018 ، وأصدر صاحب الجلالة ملك مملكة البحرين في 2 ديسمبر 2018 أمر ملكي بتعين صاحب السمو الملكي الأمير خليفة بن سلمان آل خليفة رئيساً لمجلس الوزراء وتكليفه بترشيح أعضاء الحكومة وصدر مرسوم تشكيل الحكومة في 4 ديسمبر 2018 ، وفي يوم الأربعاء 11 نوفمبر 2020 توفي رئيس الوزراء صاحب السمو الملكي الأمير خليفة بن سلمان آل خليفة وأصدر صاحب الجلالة الملك حمد بن عيسى آل خليفة ملك مملكة البحرين في نفس اليوم أمر ملكي بتعين صاحب السمو الملكي الأمير سلمان بن حمد آل خليفة ولي العهد رئيساً لمجلس الوزراء وكان ولي العهد الأمير سلمان بن حمد قبل توليه رئاسة مجلس الوزراء يشغل منصب النائب الأول لرئيس مجلس الوزراء منذ 11 مارس 2013 وفي يوم الأثنين 21 نوفمبر 2022 رفع صاحب السمو الملكي الأمير سلمان بن حمد آل خليفة ولي العهد رئيس مجلس الوزراء كتاب أستقالة الحكومة إلى صاحب الجلالة الملك حمد بن عيسى آل خليفة ملك مملكة البحرين وذالك عملاً بالمادة 33 من الدستور والتي تنص على تشكيل حكومة جديدة بعد الأنتخابات البرلمانية  حيث أصدر صاحب الجلالة ملك مملكة البحرين في نفس اليوم أمر ملكي بقبول أستقالة الحكومة وتكليف رئيس مجلس الوزراء في تصريف العاجل من أمور الدولة لحين تشكيل الحكومة الجديدة 

## أعضاء مجلس الوزراء
| الأسم | المنصب                                | تاريخ تولي المنصب |
| --- | ------------------------------------- | ----------------- |
| الأمير سلمان بن حمد آل خليفة | رئيس مجلس الوزراء                     | 11 نوفمبر 2020    |
| الشيخ خالد بن عبدالله آل خليفة | نائب رئيس مجلس الوزراء                | 2 نوفمبر 2010     |
| الشيخ خالد بن عبدالله آل خليفة | وزير البنية التحتية                   | 13 يونيو 2022     |
| الفريق أول ركن الشيخ راشد بن عبدالله آل خليفة                                                                                                  | وزير الداخلية                         | 22 مايو 2004      |
| الدكتور ماجد بن علي النعيمي | وزير التربية والتعليم                 | 11 نوفمبر 2002    |
| الدكتور عبداللطيف بن راشد الزياني | وزير الخارجية                         | 11 فبراير 2020    |
| الشيخ سلمان بن خليفة آل خليفة | وزير المالية والأقتصاد الوطني         | 4 ديسمبر 2018     |
| جميل بن محمد علي حميدان | وزير العمل                            | 13 يونيو 2022     |
| غانم بن فضل البوعينين | وزير شؤون مجلسي النواب والشورى        | 4 مارس 2016       |
| الفريق الركن عبدالله بن حسن النعيمي | وزير شؤون الدفاع                      | 4 ديسمبر 2018     |
| أيمن توفيق المؤيد | وزير الشباب والرياضة                  | 4 ديسمبر 2018     |
| وائل بن ناصر المبارك | وزير شؤون البلديات والزراعة           | 13 يونيو 2022     |
| محمد بن مبارك بن دينه | وزير النفط والبيئة                    | 13 يونيو 2022     |
| محمد بن ثامر الكعبي | وزير المواصلات والأتصالات             | 13 يونيو 2022     |
| إبراهيم بن حسن الحواج | وزير الأشغال                          | 13 يونيو 2022     |
| يوسف بن عبدالحسين خلف | وزير الشؤون القانونية                 | 13 يونيو 2022     |
| أسامة بن أحمد خلف العصفور | وزير التنمية الأجتماعية               | 13 يونيو 2022     |
| ياسر بن إبراهيم حميدان | وزير شؤون الكهرباء والماء             | 13 يونيو 2022     |
| الدكتورة جليلة بنت السيد جواد | وزيرة الصحة                           | 13 يونيو 2022     |
| نواف بن محمد المعاودة | وزير العدل والشؤون الأسلامية والأوقاف | 13 يونيو 2022     |
| حمد بن فيصل المالكي | وزير شؤون مجلس الوزراء                | 13 يونيو 2022     |
| أمنة بنت أحمد الرميحي | وزيرة الأسكان والتخطيط العمراني       | 13 يونيو 2022     |
| نور بنت علي الخليف | وزيرة التنمية المستدامة               | 13 يونيو 2022     |
| فاطمة بنت جعفر الصيرفي | وزيرة السياحة                         | 13 يونيو 2022     |
| رمزان بن عبدالله النعيمي | وزير الأعلام                          | 13 يونيو 2022     |
| ملاحظة: في 13 يونيو 2022 صدر مرسوماً بتعديل وزاري حيث شمل التعديل تعين 13 وزراء جدد وخروج 3 نواب لرئيس مجلس الوزراء و7 وزراء من التشكيل الوزاري |                                       |                   |

| الأسم | المنصب                                   | تاريخ تولي المنصب |
| --- | ---------------------------------------- | ----------------- |
| الأمير سلمان بن حمد آل خليفة | رئيس مجلس الوزراء                        | 11 نوفمبر 2020    |
| الشيخ محمد بن مبارك آل خليفة | نائب رئيس مجلس الوزراء                   | 11 نوفمبر 2002    |
| الشيخ علي بن خليفة آل خليفة | نائب رئيس مجلس الوزراء                   | 26 سبتمبر 2005    |
| جواد بن سالم العريض | نائب رئيس مجلس الوزراء                   | 11 ديسمبر 2006    |
| الشيخ خالد بن عبدالله آل خليفة | نائب رئيس مجلس الوزراء                   | 2 نوفمبر 2010     |
| محمد بن أبراهيم المطوع | وزير شؤون مجلس الوزراء                   | 30 سبتمبر 2015    |
| الفريق أول ركن الشيخ راشد بن عبدالله آل خليفة | وزير الداخلية                            | 22 مايو 2004      |
| الدكتور ماجد بن علي النعيمي | وزير التربية والتعليم                    | 11 نوفمبر 2002    |
| الشيخ خالد بن علي آل خليفة | وزير العدل والشؤون الأسلامية والأوقاف    | 11 ديسمبر 2006    |
| الدكتور عبداللطيف بن راشد الزياني | وزير الخارجية                            | 11 فبراير 2020    |
| الشيخ محمد بن خليفة بن أحمد آل خليفة | وزير النفط                               | 3 يونيو 2016      |
| الشيخ سلمان بن خليفة آل خليفة | وزير المالية والأقتصاد الوطني            | 4 ديسمبر 2018     |
| عصام بن عدالله خلف | وزير الأشغال والبلديات والتخطيط العمراني | 2 نوفمبر 2010     |
| جميل بن محمد علي حميدان | وزير العمل والتنمية الأجتماعية           | 30 سبتمبر 2015    |
| كمال بن أحمد محمد | وزير المواصلات والأتصالات                | 6 ديسمبر 2014     |
| باسم بن يعقوب الحمر | وزير الأسكان                             | 23 مارس 2011      |
| غانم بن فضل البوعينين | وزير شؤون مجلسي النواب والشورى           | 4 مارس 2016       |
| فائقة بنت سعيد الصالح | وزيرة الصحة                              | 30 سبتمبر 2015    |
| زايد بن راشد الزياني | وزير التجارة والصناعة                    | 6 ديسمبر 2014     |
| علي بن محمد الرميحي | وزير الأعلام                             | 4 مارس 2016       |
| الفريق الركن عبدالله بن حسن النعيمي | وزير شؤون الدفاع                         | 4 ديسمبر 2018     |
| أيمن توفيق المؤيد | وزير الشباب والرياضة                     | 4 ديسمبر 2018     |
| وائل بن ناصر المبارك | وزير شؤون الكهرباء والماء                | 5 أكتوبر 2019     |
| ملاحظة: في 11 نوفمبر 2020 صدر أمر ملكي بتعين الأمير سلمان بن حمد آل خليفة ولي العهد رئيساً لمجلس الوزراء بعد وفاة رئيس مجلس الوزراء الأمير خليفة بن سلمان آل خليفة والذي كان يشغل المنصب منذ 15 أغسطس 1971 |                                          |                   |

| الأسم | المنصب                                   | تاريخ تولي المنصب |
| --- | ---------------------------------------- | ----------------- |
| الأمير خليفة بن سلمان آل خليفة | رئيس مجلس الوزراء                        | 15 أغسطس 1971     |
| الأمير سلمان بن حمد آل خليفة | النائب الأول لرئيس مجلس الوزراء          | 11 مارس 2013      |
| الشيخ محمد بن مبارك آل خليفة | نائب رئيس مجلس الوزراء                   | 11 نوفمبر 2002    |
| الشيخ علي بن خليفة آل خليفة | نائب رئيس مجلس الوزراء                   | 26 سبتمبر 2005    |
| جواد بن سالم العريض | نائب رئيس مجلس الوزراء                   | 11 ديسمبر 2006    |
| الشيخ خالد بن عبدالله آل خليفة | نائب رئيس مجلس الوزراء                   | 2 نوفمبر 2010     |
| محمد بن أبراهيم المطوع | وزير شؤون مجلس الوزراء                   | 30 سبتمبر 2015    |
| الفريق أول ركن الشيخ راشد بن عبدالله آل خليفة | وزير الداخلية                            | 22 مايو 2004      |
| الدكتور ماجد بن علي النعيمي | وزير التربية والتعليم                    | 11 نوفمبر 2002    |
| الشيخ خالد بن علي آل خليفة | وزير العدل والشؤون الأسلامية والأوقاف    | 11 ديسمبر 2006    |
| الدكتور عبداللطيف بن راشد الزياني | وزير الخارجية                            | 11 فبراير 2020    |
| الشيخ محمد بن خليفة بن أحمد آل خليفة | وزير النفط                               | 3 يونيو 2016      |
| الشيخ سلمان بن خليفة آل خليفة | وزير المالية والأقتصاد الوطني            | 4 ديسمبر 2018     |
| عصام بن عدالله خلف | وزير الأشغال والبلديات والتخطيط العمراني | 2 نوفمبر 2010     |
| جميل بن محمد علي حميدان | وزير العمل والتنمية الأجتماعية           | 30 سبتمبر 2015    |
| كمال بن أحمد محمد | وزير المواصلات والأتصالات                | 6 ديسمبر 2014     |
| باسم بن يعقوب الحمر | وزير الأسكان                             | 23 مارس 2011      |
| غانم بن فضل البوعينين | وزير شؤون مجلسي النواب والشورى           | 4 مارس 2016       |
| فائقة بنت سعيد الصالح | وزيرة الصحة                              | 30 سبتمبر 2015    |
| زايد بن راشد الزياني | وزير التجارة والصناعة                    | 6 ديسمبر 2014     |
| علي بن محمد الرميحي | وزير الأعلام                             | 4 مارس 2016       |
| الفريق الركن عبدالله بن حسن النعيمي | وزير شؤون الدفاع                         | 4 ديسمبر 2018     |
| أيمن توفيق المؤيد | وزير الشباب والرياضة                     | 4 ديسمبر 2018     |
| وائل بن ناصر المبارك | وزير شؤون الكهرباء والماء                | 5 أكتوبر 2019     |
| ملاحظة: في 11 فبراير 2020 صدر مرسوماً بتعديل وزاري حيث تم تعين الدكتور عبداللطيف بن راشد الزياني وزيراً للخارجية خلفاً للشيخ خالد بن أحمد بن محمد آل خليفة الذي كان يشغل المنصب منذ 26 سبتمبر 2005 |                                          |                   |

| الأسم | المنصب                                   | تاريخ تولي المنصب |
| --- | ---------------------------------------- | ----------------- |
| الأمير خليفة بن سلمان آل خليفة | رئيس مجلس الوزراء                        | 15 أغسطس 1971     |
| الأمير سلمان بن حمد آل خليفة | النائب الأول لرئيس مجلس الوزراء          | 11 مارس 2013      |
| الشيخ محمد بن مبارك آل خليفة | نائب رئيس مجلس الوزراء                   | 11 نوفمبر 2002    |
| الشيخ علي بن خليفة آل خليفة | نائب رئيس مجلس الوزراء                   | 26 سبتمبر 2005    |
| جواد بن سالم العريض | نائب رئيس مجلس الوزراء                   | 11 ديسمبر 2006    |
| الشيخ خالد بن عبدالله آل خليفة | نائب رئيس مجلس الوزراء                   | 2 نوفمبر 2010     |
| محمد بن أبراهيم المطوع | وزير شؤون مجلس الوزراء                   | 30 سبتمبر 2015    |
| الفريق أول ركن الشيخ راشد بن عبدالله آل خليفة | وزير الداخلية                            | 22 مايو 2004      |
| الشيخ خالد بن أحمد بن محمد آل خليفة | وزير الخارجية                            | 26 سبتمبر 2005    |
| الدكتور ماجد بن علي النعيمي | وزير التربية والتعليم                    | 11 نوفمبر 2002    |
| الشيخ خالد بن علي آل خليفة | وزير العدل والشؤون الأسلامية والأوقاف    | 11 ديسمبر 2006    |
| الشيخ محمد بن خليفة بن أحمد آل خليفة | وزير النفط                               | 3 يونيو 2016      |
| الشيخ سلمان بن خليفة آل خليفة | وزير المالية والأقتصاد الوطني            | 4 ديسمبر 2018     |
| عصام بن عدالله خلف | وزير الأشغال والبلديات والتخطيط العمراني | 2 نوفمبر 2010     |
| جميل بن محمد علي حميدان | وزير العمل والتنمية الأجتماعية           | 30 سبتمبر 2015    |
| كمال بن أحمد محمد | وزير المواصلات والأتصالات                | 6 ديسمبر 2014     |
| باسم بن يعقوب الحمر | وزير الأسكان                             | 23 مارس 2011      |
| غانم بن فضل البوعينين | وزير شؤون مجلسي النواب والشورى           | 4 مارس 2016       |
| فائقة بنت سعيد الصالح | وزيرة الصحة                              | 30 سبتمبر 2015    |
| زايد بن راشد الزياني | وزير التجارة والصناعة                    | 6 ديسمبر 2014     |
| علي بن محمد الرميحي | وزير الأعلام                             | 4 مارس 2016       |
| الفريق الركن عبدالله بن حسن النعيمي | وزير شؤون الدفاع                         | 4 ديسمبر 2018     |
| أيمن توفيق المؤيد | وزير الشباب والرياضة                     | 4 ديسمبر 2018     |
| وائل بن ناصر المبارك | وزير شؤون الكهرباء والماء                | 5 أكتوبر 2019     |
| ملاحظة: في 5 أكتوبر 2019 صدر مرسوماً بتعديل وزاري حيث تم تعين وائل بن ناصر المبارك وزيراً لشؤون الكهرباء والماء خلفاً للدكتور عبدالحسين بن علي ميرزا الذي كان يشغل المنصب منذ 3 يونيو 2016 |                                          |                   |

| الأسم                                         | المنصب                                   | تاريخ تولي المنصب |
| --------------------------------------------- | ---------------------------------------- | ----------------- |
| الأمير خليفة بن سلمان آل خليفة                | رئيس مجلس الوزراء                        | 15 أغسطس 1971     |
| الأمير سلمان بن حمد آل خليفة                  | النائب الأول لرئيس مجلس الوزراء          | 11 مارس 2013      |
| الشيخ محمد بن مبارك آل خليفة                  | نائب رئيس مجلس الوزراء                   | 11 نوفمبر 2002    |
| الشيخ علي بن خليفة آل خليفة                   | نائب رئيس مجلس الوزراء                   | 26 سبتمبر 2005    |
| جواد بن سالم العريض                           | نائب رئيس مجلس الوزراء                   | 11 ديسمبر 2006    |
| الشيخ خالد بن عبدالله آل خليفة                | نائب رئيس مجلس الوزراء                   | 2 نوفمبر 2010     |
| محمد بن إبراهيم المطوع                        | وزير شؤون مجلس الوزراء                   | 30 سبتمبر 2015    |
| الفريق أول ركن الشيخ راشد بن عبدالله آل خليفة | وزير الداخلية                            | 22 مايو 2004      |
| الشيخ خالد بن أحمد بن محمد آل خليفة           | وزير الخارجية                            | 26 سبتمبر 2005    |
| الدكتور ماجد بن علي النعيمي                   | وزير التربية والتعليم                    | 11 نوفمبر 2002    |
| الشيخ خالد بن علي ال خليفة                    | وزير العدل والشؤون الأسلامية والأوقاف    | 11 ديسمبر 2006    |
| الدكتور عبدالحسين بن علي ميرزا                | وزير شؤون الكهرباء والماء                | 3 يونيو 2016      |
| الشيخ محمد بن خليفة بن أحمد آل خليفة          | وزير النفط                               | 3 يونيو 2016      |
| الشيخ سلمان بن خليفة آل خليفة                 | وزير المالية والأقتصاد الوطني            | 4 ديسمبر 2018     |
| عصام بن عبدالله خلف                           | وزير الأشغال والبلديات والتخطيط العمراني | 2 نوفمبر 2010     |
| جميل بن محمد علي حميدان                       | وزير العمل والتنمية الأجتماعية           | 30 سبتمبر 2015    |
| كمال بن أحمد محمد                             | وزير المواصلات والأتصالات                | 6 ديسمبر 2014     |
| باسم بن يعقوب الحمر                           | وزير الأسكان                             | 23 مارس 2011      |
| غانم بن فضل البوعينين                         | وزير شؤون مجلسي النواب والشورى           | 4 مارس 2016       |
| فائقة بنت سعيد الصالح                         | وزيرة الصحة                              | 30 سبتمبر 2015    |
| زايد بن راشد الزياني                          | وزير التجارة والصناعة                    | 6 ديسمبر 2014     |
| علي بن محمد الرميحي                           | وزير الأعلام                             | 4 مارس 2016       |
| الفريق الركن عبدالله بن حسن النعيمي           | وزير شؤون الدفاع                         | 4 ديسمبر 2018     |
| أيمن توفيق المؤيد                             | وزير الشباب والرياضة                     | 4 ديسمبر 2018     |

## التغيرات في التشكيل الوزاري
- في يوم السبت 5 أكتوبر 2019 أصدر الملك حمد بن عيسى آل خليفة ملك البحرين مرسوماً بتعين وائل بن ناصر المبارك وزيراً لشؤون الكهرباء والماء خلفاً للدكتور عبدالحسين ميرزا الذي كان يشغل المنصب منذ 3 يونيو 2016[6]
- في يوم الثلثاء 11 فبراير 2020 أصدر الملك حمد بن عيسى ال خليفة ملك البحرين مرسوماً بتعين الدكتور عبداللطيف بن راشد الزياني وزيراً للخارجية خلفاً للشيخ خالد بن أحمد بن محمد آل خليفة الذي كان يشغل المنصب منذ 26 سبتمبر 2005[1]
- في يوم الأربعاء 11 نوفمبر 2020 توفي رئيس مجلس الوزراء الأمير خليفة بن سلمان آل خليفة، وأصدر الملك حمد بن عيسى آل خليفة ملك البحرين أمر ملكي بتعين الأمير سلمان بن حمد آل خليفة ولي العهد رئيساً لمجلس الوزراء[1] وكان ولي العهد الأمير سلمان قبل توليه رئاسة مجلس الوزراء يشغل منصب النائب الأول لرئيس مجلس الوزراء منذ 11 مارس 2013
- في يوم الأثنين 13 يونيو 2022 أصدر الملك حمد بن عيسى آل خليفة ملك البحرين مرسوماً بتعديل وزاري وشمل التعديل الوزاري أعفاء جميع نواب رئيس مجلس الوزراء من مناصبهم بأستثناء نائب رئيس مجلس الوزراء الشيخ خالد بن عبدالله آل خليفة وكما شمل التعديل تغير عدد كبير من الوزراء [5]